# Le petit prince a dit
Le petit prince a dit je francouzsko-švýcarský hraný film z roku 1992, který režírovala Christine Pascal.

## Děj
Malá holčička Violette má nádor na mozku. Její rodiče jsou rozvedení, matka je herečka, otec lékař. Když se její otec Adam dozví, čím Violette trpí, vezme ji na cestu. Přijedou za matkou Mélanie, která zkouší hru v Miláně. Violette, její otec a pes se nakonec uchýlí do prázdninového domu, kde na ně čeká Mélanie. Adamova partnerka, která tam Mélanie přivedla, si  uvědomí, že zde není její místo. Violette ví, že zemře. Rodina se kolem nemocného dítěte dočasně obnoví.

## Obsazení
| Richard Berry | Adam Leibovich     |
| Anémone       | Mélanie            |
| Marie Kleiber | Violette Leibovich |
| Lucie Phan    | Lucie              |
| Mista Préchac | Minerve            |
| Claude Muret  | Jean-Pierre        |

## Ocenění
- Cena Louise Delluca
- Cena za interpretaci pro Richarda Berryho na festivalu v Montréalu
- César: nominace v kategoriích nejlepší film, nejlepší režie (Christine Pascal), nejlepší herec (Richard Berry), nejlepší herečka (Anémone).